# Ziegelerden

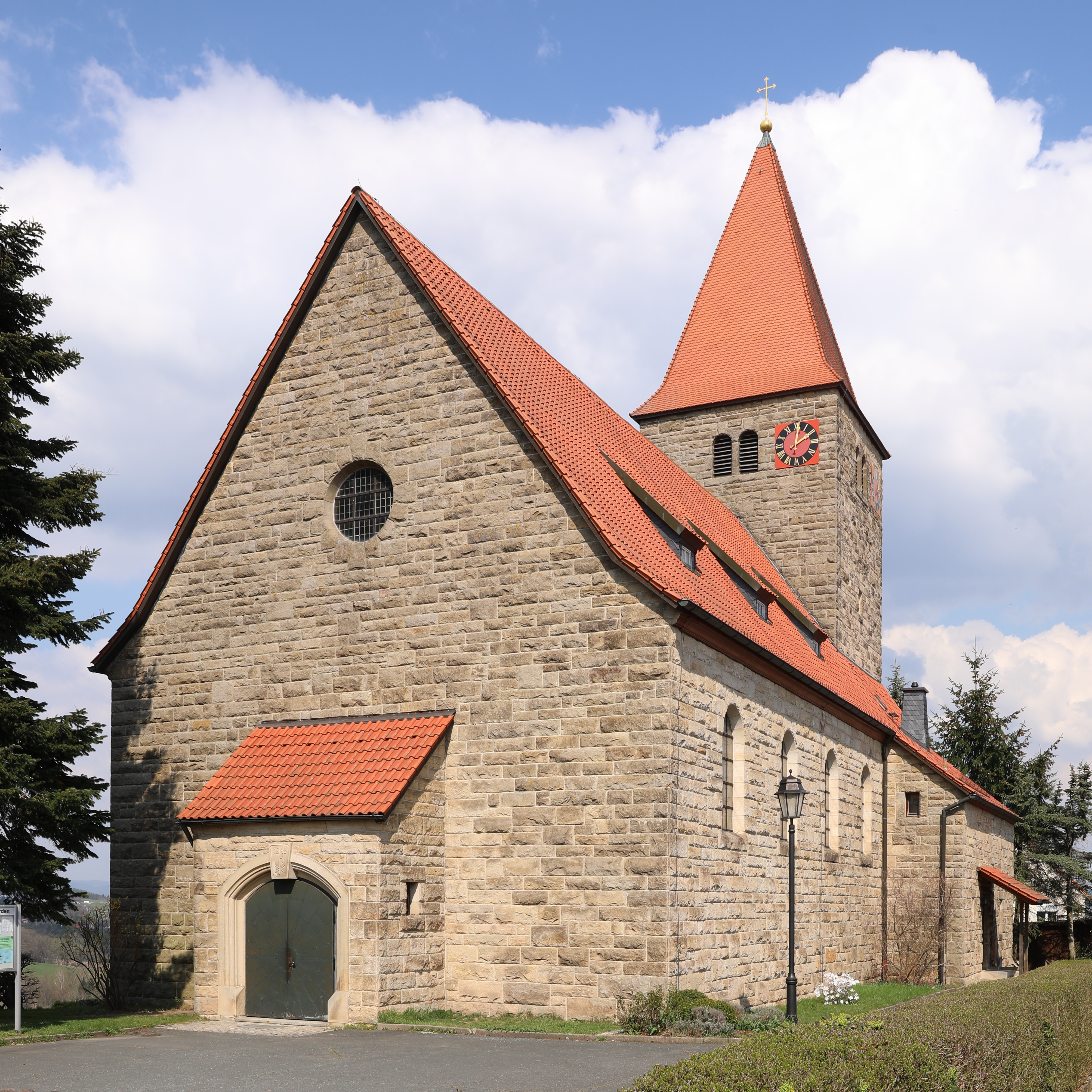
St. Michael

Ziegelerden ist ein Gemeindeteil der Kreisstadt Kronach im oberfränkischen Landkreis Kronach in Bayern.

## Geographie
Das Kirchdorf besteht aus der Kernsiedlung, die in Hanglage zu einer Hochebene liegt, und daran anschließenden Neubausiedlungen, die gegen Westen weiter in die Hochebene bzw. östlich bis zum rechten Ufer der Haßlach reichen. Im Norden fällt das Gelände ins Tal des Dobersgrundbaches ab. Die den Ort tangierende Bundesstraße 85 führt nach Kronach (1,1 km nördlich) bzw. zur Bundesstraße 173 (0,4 km südlich). Eine Gemeindeverbindungsstraße führt ebenfalls nach Kronach zur B 85 (1,2 km nordöstlich) bzw. nach Zollbrunn (1,8 km westlich). Ein Anliegerweg verbindet mit Poppenhof (0,3 km nördlich).

## Geschichte
Der Ort wurde 1686 als „Uff der Ziegel-Erden“ erstmals urkundlich erwähnt.
Gegen Ende des 18. Jahrhunderts bestand Ziegelerden aus 27 Anwesen (1 Fronsölde, 1 Gütlein, 23 Häuser, 2 halbe Häuser). Das Hochgericht übte das bambergische Centamt Kronach aus. Die Dorf- und Gemeindeherrschaft sowie die Grundherrschaft über alle Anwesen hatte das Rittergut Küps-Theisenort inne.
Ziegelerden kam durch den Reichsdeputationshauptschluss im Jahr 1803 an das Kurfürstentum Bayern. Mit dem Gemeindeedikt wurde Ziegelerden dem 1808 gebildeten Steuerdistrikt Neuses zugewiesen. Infolge des Zweiten Gemeindeedikts (1818) entstand die Ruralgemeinde Ziegelerden, zu der Kuhberg gehörte. Sie war in Verwaltung und Gerichtsbarkeit dem Landgericht Kronach zugeordnet und in der Finanzverwaltung dem Rentamt Kronach, 1919 in Finanzamt Kronach umbenannt. In der freiwilligen Gerichtsbarkeit unterstanden einige Anwesen bis 1848 dem Patrimonialgericht. In der ersten Hälfte des 19. Jahrhunderts wurde auf dem Gemeindegebiet Breitenschrot gegründet. Ab 1862 gehörte Ziegelerden zum Bezirksamt Kronach, 1939 in Landkreis Kronach umbenannt. Die Gerichtsbarkeit blieb beim Landgericht Kronach, 1879 in das Amtsgericht Kronach umgewandelt. Die Gemeinde hatte eine Fläche von 1,012 km².
Im Zuge der Gebietsreform in Bayern wurde die Gemeinde Ziegelerden am 1. Januar 1972 nach Kronach eingegliedert.

### Baudenkmäler
- Bauernhaus
- Zwei Bildstöcke

### Einwohnerentwicklung

#### Gemeinde Ziegelerden
| Jahr      | 1840  | 1852  | 1855  | 1861   | 1867   | 1871   | 1875   | 1880   | 1885   | 1890   | 1895  | 1900   | 1905  | 1910   | 1919  | 1925   | 1933  | 1939  | 1946  | 1950   | 1952  | 1961  | 1970   |
| Einwohner | 277   | 307   | 312   | 322    | 345    | 362    | 346    | 344    | 372    | 367    | 355   | 416    | 413   | 470    | 510   | 558    | 610   | 655   | 697   | 696    | 689   | 683   | 664    |
| Häuser    |       |       |       |        |        | 52     |        |        | 53     | 54     |       | 55     |       |        |       | 71     |       |       |       | 90     |       | 119   |        |
| Quelle    | [ 9 ] | [ 9 ] | [ 9 ] | [ 10 ] | [ 11 ] | [ 12 ] | [ 13 ] | [ 14 ] | [ 15 ] | [ 16 ] | [ 9 ] | [ 17 ] | [ 9 ] | [ 18 ] | [ 9 ] | [ 19 ] | [ 9 ] | [ 9 ] | [ 9 ] | [ 20 ] | [ 9 ] | [ 6 ] | [ 21 ] |

#### Ort Ziegelerden
| Jahr      | 001818 | 001861 | 001871 | 001885 | 001900 | 001925 | 001950 | 001961 | 001970 | 001987 |
| Einwohner | 221    | 305    | 344    | 356    | 394    | 550    | 685    | 674    | 655    | 743    |
| Häuser    | 38     |        |        | 51     | 52     | 69     | 88     | 117    |        | 188    |
| Quelle    | [ 5 ]  | [ 10 ] | [ 12 ] | [ 15 ] | [ 17 ] | [ 19 ] | [ 20 ] | [ 6 ]  | [ 21 ] | [ 1 ]  |

## Religion
Bis 1848 stand Ziegelerden unter der evangelischen Herrschaft von Redwitz. Die Einwohner waren jedoch mehrheitlich katholischer Konfession und in die katholische Kuratie Schmölz gepfarrt. Da aber der Weg dorthin sehr weit war, besuchten die Gläubigen aus Ziegelerden stattdessen das Franziskanerkloster in Kronach. 1829 wurde der Ort der Pfarrei Kronach angeschlossen.
Im Jahr 1947 wurde ein Kirchenbauverein gegründet. 1949 folgte die Grundsteinlegung des Sandsteinbaus. Das Baumaterial stammte aus einem Sandsteinbruch im Dobersgrund. Am 12. November 1950 konsekrierte der Bamberger Erzbischof Joseph Otto Kolb die Filialkirche St. Michael.

## Verkehr
Ziegelerden wird vom Kronacher Stadtbus angefahren, welcher einige Stadtteile Kronachs miteinander verbindet.